# Vicki Hendricks
Pour les articles homonymes, voir Hendricks.
Œuvres principales
Miami Purity
Vicki Hendricks, née en 1951 à Covington dans le Kentucky, est une écrivaine américaine de roman policier et de roman noir. Elle est principalement connue en France pour son roman noir Miami Purity.

## Biographie
Née dans le Kentucky, elle grandit à Cincinnati dans l’Ohio où elle suit notamment les cours de l’université d'État de l'Ohio. Elle déménage ensuite en Floride et s'inscrit à l’université Florida Atlantic de Boca Raton. Diplômée, elle débute comme professeur et enseigne à partir de 1981 au Broward Community College (en) de Fort Lauderdale. Au début des années 1990, elle fréquente l’université internationale de Floride où elle suit des cours d’écriture créative. Elle décroche son diplôme en 1992 et se lance dans l'écriture de fictions.
Son premier roman, intitulé Miami Purity, est publié en 1995. Roman noir par excellence, il a pour cadre la ville de Miami et pour originalité de suivre les aventures de Sherri, une barman-strip-tease ayant décidé de refaire sa vie après des années passées dans le vice et la marginalité et dont le dernier fait de gloire est l’homicide involontaire de son amant à coup de radio. Il est traduit sous le titre éponyme en 1998 au sein de la collection Rivages/Noir.
Hendricks poursuit sa carrière de romancière et signe quatre titres supplémentaires, dont Sky Blues, traduit sous le même titre en 2004 et Cruel Poetry, finaliste de l’Edgar de la meilleure parution en poche en 2008. Elle a par ailleurs publié un recueil, des articles et plusieurs nouvelles dans des anthologies et des magazines américains.

## Œuvre

### Romans
- Miami Purity (1995) Publié en français sous le titre Miami Purity, traduction de Dominique Mainard, Paris, Rivages/Thriller, 1997, réédition Paris, Rivages/Noir no 304, 1998
- Iguana Love (1999)
- Voluntary Madness (2000)
- Sky Blues (2002) Publié en français sous le titre Sky Blues, traduction de Virginie Buhl, Paris, Rivages/Thriller, 2004
- Cruel Poetry (2007)
- Fur People (2013)

### Recueil de nouvelles
- Florida Gothic Stories (2010)

### Nouvelle isolée
- Sinny and the Prince : A Fairy Tale (2007)

## Sources
- (en) Cet article est partiellement ou en totalité issu de l’article de Wikipédia en anglais intitulé « Vicki Hendricks » (voir la liste des auteurs).